# Panos H. Koutras
Cette page contient des caractères spéciaux ou non latins. S’ils s’affichent mal (▯, ?, etc.), consultez la page d’aide Unicode.
Pános Koútras (grec moderne : Πάνος Κούτρας) est un réalisateur grec.

## Biographie
Né à Athènes, Pános Koútras a fait ses études de cinéma à Londres (London International Film School) puis à Paris (Paris I Panthéon-Sorbonne). Il a écrit et réalisé divers courts-métrages. Il a fondé en 1995 sa propre société de production sous le nom de 100% Synthetic Films.

## Filmographie

### Courts métrages
- 1983 The Belch of Lydia von Burer, 16 mm, (3 min), tourné en Grande-Bretagne
- 1984 Misty Days of Spring, 35 mm, (11 min), tourné en Grande-Bretagne
- 1987 Afternoon Stars, 16 mm, (30 min), tourné en Grèce
- 1988 Strange Relationship, 16 mm, (4 min), tourné en France
- 1991 The Fall and Rise of Lydia von Burer, 16 mm, (13 min), tourné en France

### Longs métrages
- 2000 : L'Attaque de la moussaka géante
- 2004 : La Vie véritable
- 2009 : Strélla
- 2014 : Xenia
- 2022 : Dodo